# 穆罕默德·布莱克
穆罕默德·布莱克（阿拉伯語：محمد البريك，1992年9月15日—）是沙特阿拉伯的职业足球运动员，司职后卫。现效力于沙特阿拉伯职业足球联赛的尼奧姆，他也代表沙特阿拉伯国家足球队。

## 国家队生涯
2015年11月4日，穆罕默德·布莱克入选沙特阿拉伯国家足球队，参加2018年世界杯外围赛。
2018年6月，他入选2018年俄罗斯世界杯沙特阿拉伯国家队大名单。2022年11月，他收到了2022年卡塔尔世界杯的征召。

## 荣誉

### 俱乐部
- 沙特阿拉伯职业足球联赛（5）：2016–17、2017-18、2019-2020、2020-2021、2021-2022
- 沙特國王盃（1）：2017、2019-2020
- 沙特王儲盃（1）：2015–16
- 沙特超级盃（1）：2015、2018、2021
- 亚足联冠军联赛（2）：2019、2021